# Напад
Напад — це акт заподіяння фізичної шкоди або небажаного фізичного контакту людині або, у деяких конкретних юридичних визначеннях, загроза чи спроба здійснити таку дію. Це одночасно і злочин, і делікт, а отже, може призвести до кримінального переслідування, цивільно-правової відповідальності або того й іншого. 
Традиційно правові системи загального права мали окремі визначення понять "напад" та "побої". Коли дотримується ця відмінність, побої відносяться до фактичного тілесного контакту, тоді як напад — до достовірної загрози або спроби спричинити побої. Деякі юрисдикції поєднували ці два злочини у нападі та побоях, що потім стало широко називатися "нападом". Результатом є те, що у багатьох із цих юрисдикцій напад взяв визначення, яке більше відповідає традиційному визначенню побоїв. 
Юридичні системи, як правило, визнають, що напади можуть серйозно різнитися. У Сполучених Штатах нападник може бути звинувачений або як за проступок, або як за тяжкий злочин. В Англії, Уельсі та Австралії це може бути таким звинуваченням, як звичайний нападі, так і внаслідок фактичного тілесного ушкодження або внаслідок тяжких тілесних ушкоджень. Канада також має трирівневу систему. Як правило, існують окремі звинувачення за сексуальні напади, посередництво та напад на поліцейського. Напад може накладатися на замах на злочин. Наприклад, у нападі може бути звинувачено як за замах на вбивство, якщо це було зроблено з наміром вбити.

## Пов’язані визначення

### Побої
У юрисдикціях, які зважають на різницю між ними, як правило, побої супроводжують напад, якщо той, хто нападає, погрожує встановити небажаний контакт, а потім продовжує цю загрозу. Елементи побоїв полягають у тому, що це вольовий акт, здійснений з метою спричинити шкідливий або образливий контакт з іншою особою або за обставин, які роблять такий контакт по суті певним, і який спричиняє такий контакт. 

### Напад з обтяженням
Напад з обтяженням — сильніша форма нападу (в деяких країнах), як правило, з використанням смертоносної зброї. Особа вчинила напад з обтяженням, коли ця особа намагається:
- завдати серйозних тілесних ушкоджень іншій людині смертоносною зброєю[3]
- мати сексуальні стосунки з особою, яка не досягла повноліття
- заподіяти тілесні ушкодження необережно керуючи механічним транспортним засобом під час люті на дорозі (часто згадується як напад на транспортних засобах або напад з обтяженням на автомобілі).

Напад з обтяженням також може бути вироком у випадках спроби заподіяння шкоди поліцейським або іншим державним службовцям.

## Захисні сили
Діапазон і точне застосування засобів захисту різняться залежно від юрисдикції, нижче подано перелік захистів, які можуть застосовуватися до всіх рівнів нападу:

### Згода
Винятки існують для небажаних фізичних контактів, які становлять нормальну соціальну поведінку, відому як мінімальна шкода. Напад також може розглядатися у випадках, що включають запльовування або небажаний показ тілесних рідин іншим особам.
Згода може бути повним або частковим захистом від нападу. У деяких юрисдикціях, особливо в Англії, це не захист, коли ступінь травми є серйозною, якщо немає юридично визнаної вагомої причини для нападу. Це може мати важливі наслідки при вирішенні таких питань, як добровільна садомазохістська сексуальна активність. Найвідоміший випадок — справа про операцію "Гайковерт". Юридично визнані вагомі причини згоди включають хірургічне втручання, діяльність за правилами гри (змішані єдиноборства, боротьба, бокс або контактні види спорту), оздоблення тіла або кінні ігри. Однак будь-яка діяльність поза правилами гри юридично не визнається захистом згоди. У шотландському законодавстві згода не є захистом для нападу.

### Арешт та інші офіційні акти
Співробітники поліції та судові службовці мають загальне право застосовувати силу з метою арешту або загального виконання своїх службових обов'язків.

### Покарання
У Сінгапурі судові фізичні покарання є частиною правової системи. Офіцери, які виконують покарання, мають імунітет від переслідування за напад.
У Сполучених Штатах, Великі Британії, Австралії та Канаді тілесні покарання, які застосовуються до дітей їх батьками або законними опікунами юридично не вважаються нападом, якщо вони не вважаються надмірними або необґрунтованими. Те, що є "розумним", різниться як у статутному законодавстві, так і в судовій практиці.
Багато країн, включаючи деякі штати США, також дозволяють застосовувати фізичні покарання для школярів. В англійському праві є Закон про дітей 2004 року, який обмежує доступність законних засобів виправлення до загальних нападів відповідно до Закон про кримінальне правосуддя 1988 року.

### Попередження злочинності
Попередження злочинності може включати або не включати самооборону, оскільки використання розумного ступеня сили для запобігання скоєнню злочину може передбачати запобігання нападу. Це може запобігти злочину, не передбачаючи застосування особистого насильства.

### Захист власності
Деякі юрисдикції дозволяють застосовувати силу для захисту власності з метою запобігання шкоди як самостійно, так і в рамках одного або обох попередніх класів захисту, оскільки загроза або спроба пошкодити майно може розглядатися як злочин за умови необхідності стримування пильних осіб та надмірної самодопомоги. Крім того, деякі юрисдикції, такі як Огайо, дозволяють жителям своїх будинків застосовувати силу під час вигнання зловмисника. Мешканцеві просто потрібно довести до суду, що вони відчували загрозу від присутності зловмисника.

## Регіональні деталі

### Канада
Потенційне покарання за напад у Канаді варіюється в залежності від способу провадження звинувачення через судову систему та типу нападу, який здійснюється. Поліцейські можуть заарештувати когось без ордера на напад, якщо це в інтересах громадськості. Цей суспільний інтерес, як правило, задовольняється шляхом запобігання продовженню або повторенню злочину на тій самій жертві.
Деякі варіації звичайного злочину, пов’язаного з нападом, включають:
- Напад: Злочин визначено статтею 265 Кодексу. [5]
- Напад зі зброєю: розділ 267 (а) Кодексу.
- Напад, що заподіяв тілесні ушкодження: див. Розділ 267 (b) Кодексу про напад, що заподіяв тілесні ушкодження .
- Напад при обтяженні: розділ 268 Кодексу.
- Напад на офіцера миру тощо: Розділ 270 Кодексу.
- Сексуальне насильство: розділ 271 Кодексу.
- Сексуальне насильство зі зброєю чи погрозами або заподіяння тілесних ушкоджень: стаття 272 Кодексу.
- Сексуальне насильство з обтяженням

Особа не може дати згоди на напад зі зброєю, напад, що заподіює тілесні ушкодження, напад з обтяженням або будь-який сексуальний напад. Згода також буде порушена, якщо двоє людей дадуть згоду на бій, але серйозні тілесні ушкодження будуть передбачені та заподіяні. Людина не може дати згоди на тяжкі тілесні ушкодження.

### Індія
Кодекс пояснює, що "прості слова не означають нападу. Але слова, які людина використовує, можуть надати своїм жестам або підготовці таке значення, яке може зробити ці жести або заготовки рівними нападу". Напад — це в індійському кримінальному праві спроба застосувати кримінальну силу. Сама спроба була названа образою в Індії, як і в інших штатах.

### Нігерія
Напад — це проступок, який карається позбавленням волі на рік. Посягання з "наміром отримати персональні знання про іншу людину" або ті, хто непристойно нападе на іншого, або ті, хто вчинив інші більш серйозні варіанти нападу (як це визначено в Законі), є винними у вчиненні злочину, і передбачаються більш тривалі терміни ув'язнення.

### Південна Африка
Закон Південної Африки не проводить різниці між нападом та побиттям. Напад — це злочин загального права, який визначається як "незаконне та навмисне застосування сили до іншої особи або наведення віри в те, що інша сила повинна негайно застосувати до неї". Закон також визнає злочин у нападі з метою нанесення тяжких тілесних ушкоджень, де тяжкі тілесні ушкодження визначаються як "шкода, яка сама по собі така, що серйозно заважає здоров'ю".

### Об'єднане Королівство
Піратство з насильством
Стаття 2 Закону про піратство 1837 р. передбачає, що це злочин, серед іншого, для особи, яка має намір вчинити або під час, або безпосередньо перед або безпосередньо після вчинення злочину піратства щодо будь-якого корабля чи судна, здійснювати напад з наміром вбити будь-яку особу, яка перебуває на борту або належить до такого корабля чи судна.
Напад на співробітника податкової та митної служби
Це правопорушення створено в розділі 32 (1) Закону про уповноважених з питань доходів і митних зборів 2005 року.
Напад на імміграційного офіцера
Це правопорушення створено згідно із розділом 22 (1) Закону про кордони Великої Британії 2007 року.
Напад на акредитованого фінансового слідчого
Цей розділ створений розділом 453А Закону про доходи від злочинів 2002 року.
Напад на члена міжнародної спільної слідчої групи
Це правопорушення створено у статті 57 (2) Закону про серйозну організовану злочинність та поліцію від 2005 року.
Напади на осіб, які охороняються на міжнародному рівні
Розділ 1 (1) (а) Закону про міжнародно-захищені особи 1978 року (c.17) передбачає посягання, що спричиняють фактичні тілесні ушкодження або заподіяння шкоди "захищеним особам" (включаючи глав держав).
Напади на працівників персоналу ООН
Розділ 1 (2) (а) Закону ООН про персонал 1997 року (c.13) передбачає напад на заподіяння шкоди, а розділ 1 (2) (b) передбачає напад на персоналу ООН, що спричиняє фактичні тілесні ушкодження.
Посягання особи, яка вчинила правопорушення згідно із Законом про нічне браконьєрство 1828 року
Це правопорушення створено розділом 2 Закону про нічне браконьєрство 1828 року.

#### Посягання на митників та акцизів тощо.
Стаття 16 (1) (а) Закону про митне управління та управління акцизами 1979 р. (C.2) передбачала, що злочином, серед іншого, є напад на будь-яку особу, належним чином задіяну у виконанні будь-якого обов'язку або здійсненні будь-яких повноважень. накладені або надані йому будь-яким законодавчим актом, що стосується визначеного питання, або будь-якою особою, яка діє на його допомогу. Щодо поняття "напад" у цьому положенні, див. Logdon v. DPP [1976] Crim LR 121, DC . Це правопорушення було скасовано та замінено Законом від 2005 року про уповноважених органів з питань доходів і митних зборів .
Напад на особу, зазначену відповідно до статті 43 Закону про серйозну організовану злочинність та поліцію 2005 року
Це правопорушення було створено відповідно до статті 51 (1) Закону про серйозну організовану злочинність та поліцію від 2005 року . Це стосувалося співробітників Агентства з боротьби з організованою злочинністю і було скасовано, коли це відомство було скасовано.

### Англія та Уельс
Англійське законодавство передбачає два злочини: звичайний напад і побої . Напад (або звичайний напад) вчиняється, якщо навмисно або необдумано змушує іншу особу затримати негайне та незаконне насильство. Насильство в цьому контексті означає будь-яке протизаконне торкання, хоча існують певні суперечки щодо того, чи це торкання також має бути ворожим. Звичайний напад — це напад, який не має жодних обтяжуючих властивостей, які Парламент визнав достатньо серйозними, щоб заслужити більш високе покарання. Стаття 39 Закону про кримінальне правосуддя 1988 р. передбачає, що загальний напад, як і побиття, підлягає розгляданню лише в магістратському суді Англії та Уельсу. 

##### Напад з обтяженням
За посягання, яке посилюється внаслідок масштабів заподіяних тілесних ушкоджень, може бути звинувачено як злочин, що спричиняє "фактичне тілесне ушкодження" або у найважчих випадках "тяжке тілесне ушкодження".
Напад, що спричинив фактичне тілесне ушкодження
Злочин передбачено статтею 47 Закону про злочини проти особи 1861 року.
Нанесення тяжких тілесних ушкоджень
Також називається "злісне поранення" або "незаконне поранення". Це правопорушення створено статтею 20 Закону про злочини проти особи 1861 року.
Нанесення тяжких тілесних ушкоджень з умислом
Також називається "поранення з умислом". Це правопорушення створено статтею 18 Закону про злочини проти особи 1861 року.
Інші звинувачення у нападі з обтяженням стосуються нападів, здійснених проти певної цілі або з певним наміром:
Напад з наміром пограбувати
Штраф за посягання з наміром пограбування, яке є звичаєвим правопорушенням, передбачено частиною 8 (2) Закону про крадіжки 1968 року.
Расове чи релігійне обтяження загального нападу
Це правопорушення створено в статті 29 (1) (c) Закону про злочин та розлад 1998 року.
Напад, що обтяжує расові чи релігійні обставини, що спричиняє фактичні тілесні ушкодження
Це правопорушення створено в статті 29 (1) (b) Закону про злочин та розлад 1998 року.
Напад з метою надати опір арешту
Злочин напад з метою надати опір арешту створено статтею 38 Закону про злочини проти особи 1861 року.
Напад на констебля під час виконання свого обов'язку
Стаття 89 (1) Закону про поліцію 1996 р. передбачає, що особа не може вчинити напад на:
- констебля, що виконує свої обов'язки; або
- особу, яка допомагає констеблю у виконанні його обов'язку.

Напад на працівника дорожнього руху
Це правопорушення створено в розділі / 10, розділ 10 (1) Закону про управління дорожнім рухом 2004 року.
Напад на особу, призначену або акредитовану відповідно до розділів 38 або 39, або 41, або 41А Закону про реформу поліції 2002 року
Це правопорушення створено розділом / 46, розділ 46 (1)] Закону про реформу поліції 2002 року. Ці розділи стосуються, відповідно, осіб, яким керівник поліції надав повноваження, підрядників, які обслуговують поліцію, акредитованих підрядників за схемою акредитації громадської безпеки, а також інспекторів з питань ваги та мір.
Напад на тюремного офіцера
Це правопорушення створено статтею 90 (1) Закону про кримінальне правосуддя 1991 року (c.53).
Напад на захищеного офіцера навчального центру
Це правопорушення створено в статті 13 (1) Закону про кримінальне правосуддя та громадський порядок 1994 року (c.33).
Напад на рятувальну аварію офіцера
Це правопорушення створено статтею 37 Закону про злочини проти особи 1861 року.
Напад на офіцера суду
Це правопорушення створено в розділі 14 (1) (b) Закону про окружні суди 1984 року.
Жорстокість до осіб до шістнадцяти років
Стаття 1 (1) Закону про дітей та молодь 1933 р. передбачає, що жорстокістю є вчинення особою, яка досягла віку шістнадцяти років і яка несе відповідальність за дитину або молоду особу до цього віку, є, серед іншого, правопорушення, здійснене навмисно на цю дитину чи молоду людину або напад на цю дитину чи молоду людину таким чином, щоб заподіяти їй непотрібні страждання або шкоду здоров’ю.
Сексуальне насильство
Злочин щодо сексуального насильства, створений розділом 3 Закону про сексуальні злочини 2003 року. Це не визначено з точки зору злочинів, пов'язаних із звичайним нападом або батареєю. Натомість це вимагає навмисних дотиків та відсутності розумної віри у згоду.

### Шотландія
У законі Шотландії напад визначається як "напад на іншу особу". У Шотландії немає різниці між нападом та побиттям, хоча, як і в Англії та Уельсі, напад може бути здійснений без фізичного нападу на чужу особу. Шотландське законодавство також передбачає більш серйозне звинувачення у нападі з особливою силою на підставі таких факторів, як тяжкість поранення, використання зброї або Хамесукен (для нападу на людину у власному будинку). Суб′єктивна сторона злочину для нападу — це просто "злі наміри", хоча це було визнано не більше, ніж те, що напад "не може бути скоєний випадково чи необдумано або з необережності". Здійснення нападу на констебля під час виконання своїх обов’язків є окремим правопорушенням відповідно до розділу 90 Закону про поліцію та протипожежну реформу, який передбачає, що це злочин, якщо особа, серед іншого, здійснює напад на констебля під час виконання його обов'язку або на особу, яка допомагає констеблю у виконанні його обов'язку.

### Північна Ірландія
У Північній Ірландії існує кілька видів нападів. Закон про правопорушення проти особи 1861 р. виявляє такі злочини:
- Звичайний напад і побиття;
- Напад при тяжких обставинах та побиття
- Звичайний напад
- Напад, що спричинив фактичні тілесні ушкодження

Закон про кримінальне правосуддя передбачає злочини:
- Напад з метою надати опір арешту.

### Австралія
Термін "напад", коли використовується в законодавстві, зазвичай стосується як звичайного нападу, так і побиття, хоча ці два злочини залишаються різними. Кожна держава має законодавство, що стосується акту нападу, і злочини проти діяння, що становлять напад, розглядаються в Магістратському суді цієї держави, або злочини, які підлягають обвинуваченню, розглядаються в окружному або Верховному суді цієї держави. У Новому Південному Уельсі Закон про злочини 1900 р. визначає низку злочинів, пов’язаних із нападом, які вважаються більш серйозними, ніж звичайні напади, і які передбачають більш суворі покарання.
- Фактичне тілесне ушкодження  - цей термін не визначений у Законі про злочини, але судова практика вказує, що фактичне тілесне ушкодження може включати такі пошкодження, як синці та подряпини , а також психологічні ушкодження  якщо заподіяна більша шкода ніж просто тимчасовий (травма не обов'язково повинна бути постійною)
- Поранення  - де відбувається розбиття шкіри;
- Важке тілесне ушкодження  - що включає знищення плода, постійне або серйозне зневаження та передачу важкого тілесного захворювання

### Сполучені Штати
У Сполучених Штатах напад може бути визначений як спроба скоєння побоїв. Однак злочин, що стосується нападу, може охоплювати дії, в яких не передбачені побої, однак дія обвинуваченого, тим не менше, створює в інших обгрунтований страх, що побої стануться. Чотири елементи вимагали загального права:
- Явна, наявна здатність виконувати;
- Незаконна спроба;
- Для вчинення насильницької травми;
- На іншому.

Зрештою ці чотири елементи були кодифіковані в більшості штатів. Напад, як правило, вимагає, щоб і винуватець, і жертва були фізичною особою. Таким чином, якщо напад не спрямований людиною, напад на тварину не є нападом. Однак Закон про ненароджених жертв насильства 2004 р. трактує плід як окрему особу для цілей нападу та інших насильницьких злочинів за певних обмежених обставин. Можливі приклади захисту від нападу, пом’якшуючих обставин або неможливості доказу, які можуть бути підняті у відповідь на звинувачення у нападі, включають:
- Відсутність умислу: відповідач міг стверджувати, що оскільки вони були напідпитку, вони не могли сформувати конкретний намір здійснити напад. Однак цей захист, швидше за все, зазнає невдачі, оскільки в більшості американських юрисдикцій як захист приймається лише недобровільне  сп'яніння.
- Взаємна згода: Відповідач також може стверджувати, що вони брали участь у взаємній згоді. Наприклад, боксери, які б’ються в організованому боксерському поєдинку і не суттєво відхиляються від правил спорту, не можуть бути звинувачені в нападі.

#### Закони штатів
Закони про напад залежать від штату, кожний з яких має свої кримінальні закони. Таке діяння як напад в одному штаті може бути розцінене як побиття, погрози, залякування, безрозсудна загроза і т.д. в іншому штаті. Напад часто поділяється на дві категорії — простий напад та напад з обтяженими обставинами.
- Простий напад передбачає умисний вчинок, який викликає у іншої людини розумний страх перед неминучою батареєю. Простий напад може також передбачати спробу заподіяння шкоди іншій особі, якщо ця спроба не має успіху. Простий напад, як правило, класифікується як правопорушення, якщо потерпілий не є членом захищеного класу, наприклад, правоохоронцем. Навіть як проступок, засудження за напад може все одно призвести до ув'язнення та судимості.
- Напад під час обтяження передбачає більш серйозні дії, такі як напад, вчинений з наміром завдати серйозних тілесних ушкоджень, або напад, скоєний із смертоносною зброєю, такою як вогнепальна зброя. Напад, що обтяжується, зазвичай класифікується як тяжке злочин.

Сучасні американські закони можуть визначати напад, що включає:
- спроба заподіяти або навмисно, свідомо чи необдумано заподіяти тілесні ушкодження іншому
- необережне заподіяння тілесного ушкодження іншому небезпечною зброєю (напад смертоносною зброєю).[11]
- заподіяння тілесних ушкоджень необережною експлуатацією автотранспорту (автомобільний напад).[12]
- погрожуючи іншому загрозливо.[13]
- свідомо спричинення фізичного контакту з іншою особою, знаючи, що інша особа розцінить контакт як образливий або провокаційний.[14]
- спричинення ступору, непритомності або фізичних ушкоджень шляхом навмисного введення наркотиків або контрольованих речовин без згоди.[15]
- навмисно чи свідомо спричиняючи розумне затримання фізичного ушкодження у іншого.[16]
- будь-який вчинок, який покликаний поставити іншого в страху перед безпосереднім фізичним контактом, який буде болючим, заподіюючи шкоду, образливим або образливим, в поєднанні з очевидною здатністю виконати акт.[17]

##### Канзас
У Канзасі закон про напад зазначає, що напад має бути навмисно спричиненною шкодою іншій людині.

##### Нью-Йорк
У штаті Нью-Йорк для нападу потрібна фактична шкода. Інші держави визначають це як побої; у Нью-Йорку немає окремого злочину з побоїв. Однак у Нью-Йорку, якщо людина погрожує іншій людині неминучою травмою, не вступаючи у фізичний контакт, це називається "загрозливим". Людина, яка бере участь в погрозах, є винною за звинуваченням з обтяжуючими домаганнями другого ступеня, коли вони загрожують завдати фізичної шкоди іншій особі та винна у грубих домаганнях першого ступеня, якщо вони раніше були судимі за таке саме правопорушення. Нью-Йорк також має спеціальні закони проти дедовщини, коли такі загрози висуваються як вимога про приєднання до організації.

##### Теннессі
У штаті Теннессі напад визначається таким чином: людина скоїла напад, якщо вона:
1. Навмисно, з розумінням або без спричинила тілесне ушкодження іншій людині;
2. Навмисно або з розумінням погрожувала іншій людині неминучим тілесним ушкодженням;
3. Навмисно або з розумінням спричинила фізичний контакт з іншою людиною, яка знайшла такий контакт образливим або провокативним.

### Стародавня Греція
Напад у Стародавній Греції зазвичай називали "надмірністю" (інакше – гібрис). На відміну від сучасного вжитку, цей термін не мав розширеного відтінку надмірної гордості, впевненості в собі чи зарозумілості, що часто призводило до фатальної відплати. У Стародавній Греції "надмірність" означала дії, які навмисно чи випадково принижували жертву, а також часто й злочинця. Найбільш яскраво це виявлялося в діях могутніх і багатих.
Порушення закону проти надмірностей включали те, що сьогодні можна було б назвати нападом та побиттям; сексуальні злочини, починаючи від примусового зґвалтування жінок чи дітей до згодженої, але неналежної діяльності; або розкрадання державного чи священного майна.
Гібрис, хоча і не був конкретно визначений, був юридичним терміном і вважався злочином у класичних Афінах. Це було так, тому що це не лише було доказом надмірної гордості, але й призводило до насильницьких дій з боку причетних або до них. 
Категорія актів, що становлювали пихатість для стародавніх греків, взяла свій початок від оригінального конкретного посилання на каліцтво трупа, або приниження переможеного ворога, або взагалі неповажне "епатажне поводження".
Зрештою це значення було узагальнено в його сучасному вживанні англійською мовою для застосування до будь-якого обурливого вчинку чи прояву гордості, зневаги основних моральних законів. Такий вчинок може називатися "актом надмірності", а особа, яка вчинила цей вчинок, може бути названа надмірною. 
Вирішальне значення для цього визначення мають давньогрецькі поняття честі та сорому. Поняття "честі" включало не лише піднесення того, хто отримує шану, але й приниження того, хто був подоланий актом ослаблення. Ця концепція честі схожа на гру з нульовою сумою. 

## Зовнішні посилання
- Посібник з несмертних злочинів проти людини